# 글러워싱
글러워싱 왕국(웨일스어: Teyrnas Glywysing)은 후로마시대에서 중세 초기에 오늘날의 웨일스 동남부에 위치했던 소왕국이다. 철기시대의 실루리아인들의 후예라고 한다.
글러워싱이라는 이름은 글러워스 왕에게서 유래했다. 12세기 문헌들에 따르면 글러워스가 죽은 뒤 그의 왕국은 7명의 왕자들의 이름이 붙은 칸트레브들로 분할상속되었다.
글러워싱의 국경은 시대에 따라 계속 변했지만 대체로 르워드강과 터우이강 사이가 강역이었던 것으로 생각된다. 전성기에는 동쪽으로 팽창하여 구엔트와 에르겅까지 미쳤으나 8세기 초가 되기 전에 더베드에게 커드엘리와 그어르를 빼앗겼다. 글러워싱의 옛 강역이 오늘날의 글러모건에 해당한다.
10세기 중반, 글러워싱 왕 모르간 헨 압 오으아인은 구엔트를 합병하고, 국호를 모르가늑(Morgannwg) 또는 글라드 모르간(Gwlad Morgan)이라고 국호를 개칭했다. 974년 모르간 왕이 죽자 구엔트와 글러워싱은 다시 분리되었다가 1055년경 그루버드 압 허웰린에게 모두 정복되었다. 1063년 그루버드가 죽자 구엔트-글러워싱 연합이 복구되었다. 어째서 따로 독립하지 않고 연합한 채 독립했는지는 불분명하다. 글러워싱 지역의 마지막 주권군주는 모르가늑 왕 예스틴 압 구르간트로, 1093년 노르만인 남작 로버트 피츠하몬에게 폐위되었다.